# Спортивна гімнастика на літніх Олімпійських іграх 2008 — Опорний стрибок (чоловіки)
Змагання в опорному стрибку в рамках турніру зі спортивної гімнастики на літніх Олімпійських іграх 2008 року відбулись 18 серпня 2008 року в Пекінському державному палаці спорту.

## Медалісти
| Золото                | Срібло               | Бронза                   |
| Лешек Блянік · Польща | Тома Буель · Франція | Антон Голоцуцков · Росія |

## Фінал
| Місце | Гімнаст                 | Стрибок 1  | Стрибок 1 | Стрибок 1 | Стрибок 1 | Стрибок 2  | Стрибок 2 | Стрибок 2 | Стрибок 2 | Результат |
| Місце | Гімнаст                 | Складність | Виконання | Штраф     | Сума      | Складність | Виконання | Штраф     | Сума      | Результат |
| ----- | ----------------------- | ---------- | --------- | --------- | --------- | ---------- | --------- | --------- | --------- | --------- |
|       | Лешек Блянік (POL)      | 7.000      | 9.600     |           | 16.600    | 7.000      | 9.475     |           | 16.475    | 16.537    |
|       | Тома Буель (FRA)        | 7.000      | 9.575     |           | 16.575    | 7.000      | 9.500     |           | 16.500    | 16.537    |
|       | Антон Голоцуцков (RUS)  | 7.000      | 9.500     |           | 16.500    | 7.000      | 9.450     |           | 16.450    | 16.475    |
| 4     | Маріан Драгулеску (ROU) | 7.000      | 9.800     |           | 16.800    | 7.200      | 8.750     | 0.3       | 15.650    | 16.225    |
| 5     | Бенуа Караноб (FRA)     | 7.000      | 9.375     | 0.1       | 16.275    | 7.000      | 8.950     | 0.1       | 15.850    | 16.062    |
| 6     | Дмитро Касперович (BLR) | 7.000      | 9.300     |           | 16.300    | 7.000      | 8.900     | 0.1       | 15.800    | 16.050    |
| 7     | Флавіус Косци (ROU)     | 7.000      | 8.800     | 0.3       | 15.500    | 7.000      | 9.350     |           | 16.350    | 15.925    |
| 8     | Ісаак Ботелла (ESP)     | 6.600      | 9.475     |           | 16.075    | 6.600      | 9.100     | 0.3       | 15.400    | 15.737    |

## Кваліфіковані гімнасти
| Місце | Гімнаст                 | Стрибок 1  | Стрибок 1 | Стрибок 1 | Стрибок 1 | Стрибок 2  | Стрибок 2 | Стрибок 2 | Стрибок 2 | Результат |
| Місце | Гімнаст                 | Складність | Виконання | Штраф     | Сума      | Складність | Виконання | Штраф     | Сума      | Результат |
| ----- | ----------------------- | ---------- | --------- | --------- | --------- | ---------- | --------- | --------- | --------- | --------- |
| 1     | Маріан Драгулеску (ROU) | 7.000      | 9.625     |           | 16.625    | 7.200      | 9.700     |           | 16.900    | 16.762    |
| 2     | Тома Буель (FRA)        | 7.000      | 9.625     |           | 16.625    | 7.000      | 9.700     |           | 16.700    | 16.662    |
| 3     | Лешек Блянік (POL)      | 7.000      | 9.700     |           | 16.700    | 7.000      | 9.475     |           | 16.475    | 16.587    |
| 4     | Дмитро Касперович (BLR) | 7.000      | 9.500     |           | 16.500    | 7.000      | 9.675     |           | 16.675    | 16.587    |
| 5     | Флавіус Косци (ROU)     | 7.000      | 9.600     |           | 16.600    | 7.00       | 9.575     |           | 16.575    | 16.587    |
| 6     | Антон Голоцуцков (RUS)  | 7.000      | 9.550     |           | 16.550    | 7.000      | 9.600     |           | 16.600    | 16.575    |
| 7     | Бенуа Караноб (FRA)     | 7.000      | 9.500     |           | 16.500    | 7.000      | 9.375     |           | 16.375    | 16.437    |
| 8     | Ісаак Ботелла (ESP)     | 6.600      | 9.450     |           | 16.050    | 6.600      | 9.500     |           | 16.100    | 16.075    |